# Michał Franciszek Sierakowski (zm. 1701)
Michał Franciszek Sierakowski herbu Ogończyk (zm. w 1701 roku) – stolnik dobrzyński w latach 1691-1694.
Poseł na sejm 1692/1693 roku  z ziemi dobrzyńskiej.